# Collegio uninominale Veneto 2 - 08
Il collegio elettorale uninominale Veneto 2 - 08 è stato un collegio elettorale uninominale della Repubblica Italiana per l'elezione della Camera dei deputati tra il 2017 ed il 2022.

## Territorio
Come previsto dalla legge elettorale italiana del 2017, il collegio era stato definito tramite decreto legislativo all'interno della circoscrizione Veneto 2.
Era formato dal territorio di 40 comuni: Affi, Badia Calavena, Bosco Chiesanuova, Brentino Belluno, Brenzone sul Garda, Caprino Veronese, Cazzano di Tramigna, Cerro Veronese, Colognola ai Colli, Dolcè, Erbezzo, Ferrara di Monte Baldo, Fumane, Grezzana, Illasi, Lavagno, Malcesine, Marano di Valpolicella, Mezzane di Sotto, Montecchia di Crosara, Monteforte d'Alpone, Negrar, Pastrengo, Pescantina, Rivoli Veronese, Roncà, Roverè Veronese, San Bonifacio, San Giovanni Ilarione, San Martino Buon Albergo, San Mauro di Saline, San Pietro in Cariano, San Zeno di Montagna, Sant'Ambrogio di Valpolicella, Sant'Anna d'Alfaedo, Selva di Progno, Soave, Tregnago, Velo Veronese e Vestenanova.
Il collegio era quindi interamente compreso nella provincia di Verona.
Il collegio era parte del collegio plurinominale Veneto 2 - 03.

## Eletti
| Elezione | Elezione | Deputato          | Partito |
| -------- | -------- | ----------------- | ------- |
|          | 2018     | Paolo Paternoster | Lega    |

## Dati elettorali

### XVIII legislatura
Come previsto dalla legge elettorale, 232 deputati erano eletti con sistema a maggioranza relativa in altrettanti collegi uninominali a turno unico.
| Candidati              | Candidati                   | Voti    | %     | Liste                    | Voti    | %     |
| ---------------------- | --------------------------- | ------- | ----- | ------------------------ | ------- | ----- |
|                        | Paolo Paternoster ✔️ Eletto | 65 623  | 50,91 | Lega                     | 42 992  | 33,35 |
| Forza Italia           | Paolo Paternoster ✔️ Eletto | 65 623  | 50,91 | 14 045                   | 10,90   |       |
| Fratelli d'Italia      | Paolo Paternoster ✔️ Eletto | 65 623  | 50,91 | 5 960                    | 4,62    |       |
| Noi con l'Italia - UDC | Paolo Paternoster ✔️ Eletto | 65 623  | 50,91 | 2 626                    | 2,04    |       |
|                        | Gloria Testoni              | 29 856  | 23,16 | Movimento 5 Stelle       | 29 856  | 23,16 |
|                        | Paola Zanolli               | 22 757  | 17,65 | Partito Democratico      | 18 641  | 14,46 |
| +Europa                | Paola Zanolli               | 22 757  | 17,65 | 2 992                    | 2,32    |       |
| Civica Popolare        | Paola Zanolli               | 22 757  | 17,65 | 669                      | 0,52    |       |
| Italia Europa Insieme  | Paola Zanolli               | 22 757  | 17,65 | 455                      | 0,35    |       |
|                        | Antonio Zerman              | 2 575   | 2,00  | Il Popolo della Famiglia | 2 575   | 2,00  |
|                        | Ulyana Avola                | 2 495   | 1,94  | Liberi e Uguali          | 2 495   | 1,94  |
|                        | Alessandro Signorato        | 2 446   | 1,90  | CasaPound                | 2 446   | 1,90  |
|                        | Oriana Borin                | 1 116   | 0,87  | Italia agli Italiani     | 1 116   | 0,87  |
|                        | Marisa Rettore              | 687     | 0,53  | Grande Nord              | 687     | 0,53  |
|                        | Luca Cecchi                 | 676     | 0,52  | Potere al Popolo!        | 676     | 0,52  |
|                        | Sabrina Greco               | 586     | 0,45  | 10 Volte Meglio          | 586     | 0,45  |
|                        | Luca Ferrini                | 84      | 0,07  | PRI - ALA                | 84      | 0,07  |
| Totale                 | Totale                      | 128 901 | 100   |                          | 128 901 | 100   |
|                        |                             |         |       |                          |         |       |
| Voti non validi        | Voti non validi             | 3 326   | 2,52  |                          |         |       |
| Votanti                | Votanti                     | 132 227 | 79,91 |                          |         |       |
| Elettori               | Elettori                    | 165 477 |       |                          |         |       |